# Jerzy Hutek
Jerzy Mieczysław Hutek (ur. 23 marca 1947 r. w Łodzi) – polski reżyser teatralny i radiowy. Absolwent Wydziału Reżyserii Państwowej Wyższej Szkoły Teatralnej w Krakowie (1980)

## Życiorys
Ukończył także filologię polską na Uniwersytecie Łódzkim (1971). W czasie pierwszych studiów reżyser i dyrektor artystyczny Studenckiego Teatru Satyry „Pstrąg” w Łodzi; dyrektor Łódzkich Spotkań Teatralnych (1979–1981) wówczas największego festiwalu teatrów drugiego nurtu w Polsce.
W latach 1971–1975 dziennikarz w rozgłośni Polskiego Radia w Łodzi.
Reżyser w Państwowym Teatrze im. Stefana Jaracza w Łodzi (1978–1986). Dyrektor naczelny i artystyczny Państwowego Teatru Nowego w Łodzi (1986–1990).

## Dorobek
Niektóre spektakle - autor adaptacji i reżyser:
- Cesarz, Ryszarda Kapuścińskiego, 1979, prapremiera polska – Teatr im. Stefana Jaracza w Łodzi oraz Teatr Powszechny w Warszawie, 1980;
- Rozmowy uchodźców, Bertolta Brechta, 1980 rok, prapremiera polska – Teatr im. S. Jaracza w Łodzi;
- Gałązka rozmarynu, Zygmunta Nowakowskiego, 1982, Teatr im. S. w Łodzi, pierwsza po 1939 roku premiera w Polsce;
- Grenadier król, Andrzeja Kijowskiego, prapremiera polska 1981 – Teatr im. S. Jaracza w Łodzi;
- Kamień na kamieniu, Wiesława Myśliwskiego, 1984, prapremiera polska – Teatr im. S. Jaracza w Łodzi;
- Próba, Tadeusza Siejaka, 1987, prapremiera polska, Teatr Nowy w Łodzi;
- Człowiek jak człowiek, Bertolta Brechta, prapremiera polska, 1988, Teatr Nowy w Łodzi[2][3].

## Dorobek dziennikarski
Od 1991 roku reżyser Polskiego Radia Łódź. W swoim dorobku ma także teksty powieści i słuchowisk radiowych, adaptację i reżyserię scenariuszy radiowych, telewizyjnych i filmowych.
W latach 2001–2004 redaktor naczelny lewicowego tygodnika społeczno–kulturalnego Kurier Łódzki.

## Życie prywatne
Mąż polskiej aktorki teatralnej i filmowej Anny Grzeszczak-Hutek.
Ojciec Grzegorza (prawnik), Krzysztofa (prawnik), Jana (muzyk, oboista) i Małgorzaty (muzyk, kompozytorka, wokalistka).